# Vectevania vetula
Vectevania vetula är en stekelart som beskrevs av Cockerell 1922. Vectevania vetula ingår i släktet Vectevania och familjen vedlarvsteklar. Inga underarter finns listade i Catalogue of Life.